# Токійський автосалон

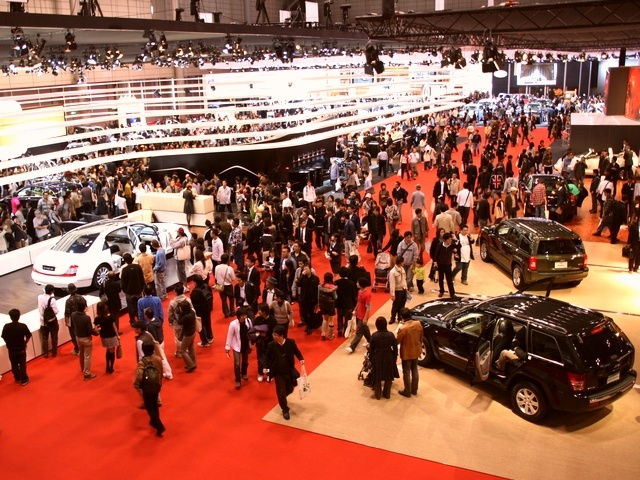
Токійський автосалон 2007 року

Токійський автосалон (яп. 東京モーターショー То: ке: мо: та: се:, Англ. Tokyo Motor Show) - автосалон в Токіо, Японія, проходить раз на два роки. Цей салон в першу чергу є домом нових розробок основних трьох виробників в Азії: Honda, Nissan і Toyota. 
Однією з найхарактерніших особливостей Токійського салону є широке представництво найрізноманітніших концепт-карів. Від більш-менш реальних моделей, до самих витончених і неймовірних машин наповнюють зали автосалону. 

## Історія
Перше автошоу в Токіо відбулося у 1954році в парку Хібія з 20 квітня по 29 квітня, тоді воно називалося AII Japan Motor Show. На першій виставці з 267 автомобілів, лише 17 з них були Легковими. 

## 2007
На виставці в 2007 році концепт-кари просто заполонили сцену. Найкращі фантастичні назви, технології, зовнішній вигляд - все це було там. Але головні три зірки цього салону: Mitsubishi Evolution X, Nissan GT-R, Subaru Impreza WRX STI.